# Sagartiidae
Famille
Les Sagartiidae sont une famille d'anémones de mer.

## Liste des genres
Selon World Register of Marine Species (24 janvier 2023) :
- genre Actinothoe Fischer, 1889
- genre Anthothoe Carlgren, 1938
- genre Artemidactis Stephenson, 1918
- genre Botryon Carlgren & Hedgpeth, 1952
- genre Cancrisocia
- genre Carcinactis Uchida, 1960
- genre Cereus Ilmoni, 1830
- genre Cylista Wright, 1859
- genre Englandactis Fautin, 2016
- genre Gregoria
- genre Habrosanthus Cutress, 1961
- genre Marmara Ocaña & Çinar, 2018
- genre Octophellia Andres, 1883
- genre Sagartia Gosse, 1855
- genre Sagartianthus Carlgren, 1943
- genre Sagartiogeton Carlgren, 1924
- genre Verrillactis England, 1971